# Lugnet och Skälsmara
Lugnet och Skälsmara is een plaats (tätort) in de gemeente Värmdö in het landschap Uppland en de provincie Stockholms län in Zweden. De plaats heeft 625 inwoners (2010) en een oppervlakte van 199 hectare.